# Addizione Novecentista
Nach dem Ende des Ersten Weltkriegs und dem Aufkommen des Faschismus kam es in Ferrara, wie in vielen anderen italienischen Städten, zu einer intensiven städtischen Wiederaufbautätigkeit. Diese wurde Addizione Novecentista (dt.: Stadterweiterung im 20. Jahrhundert) genannt, was schon im Namen andeutet, dass es sich um den größten Eingriff in das Stadtgefüge seit der Addizione Erculea von Ercole I. d’Este und Biagio Rossetti handelte.

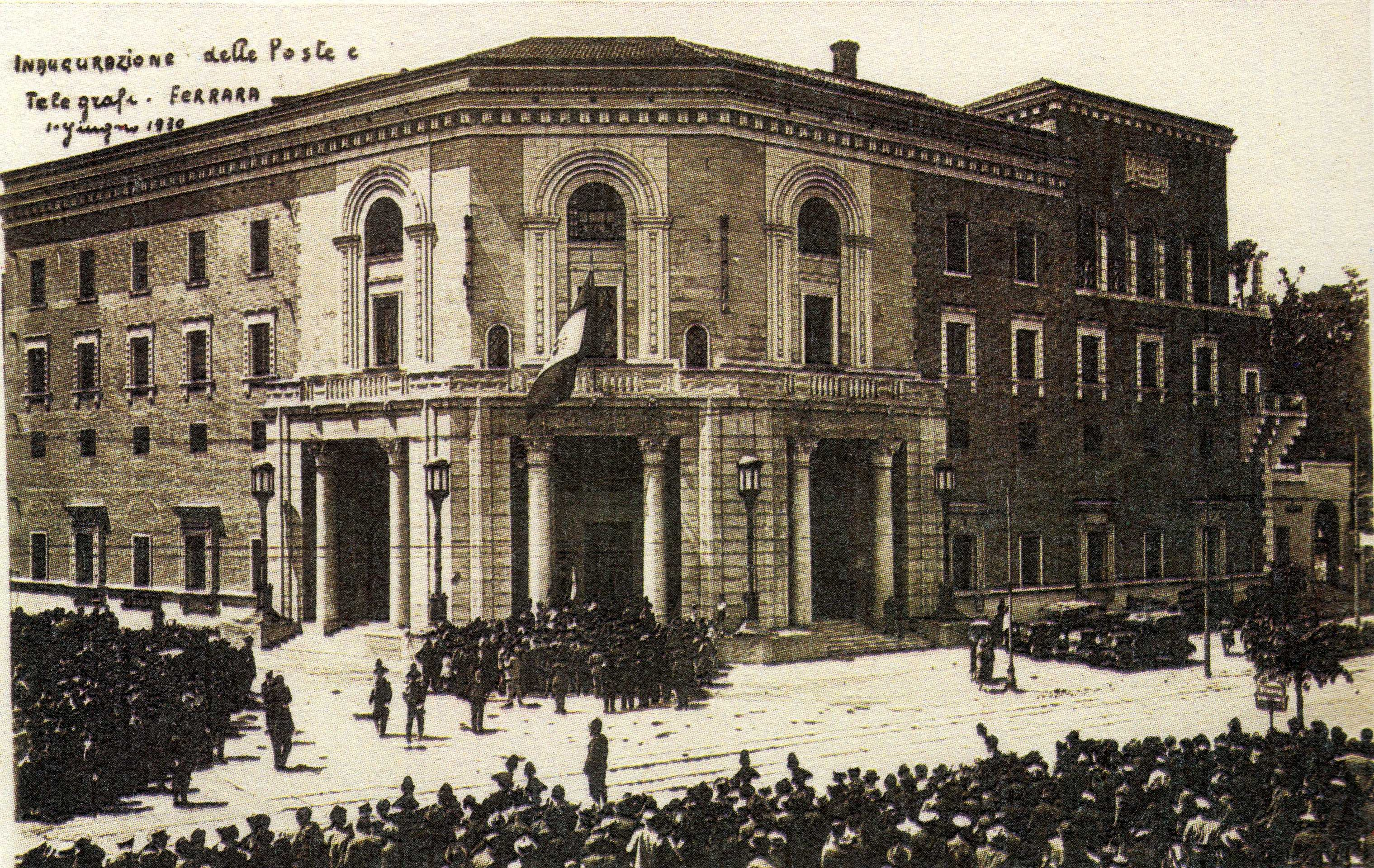
Einweihung des Palazzo delle Poste im Jahr 1930

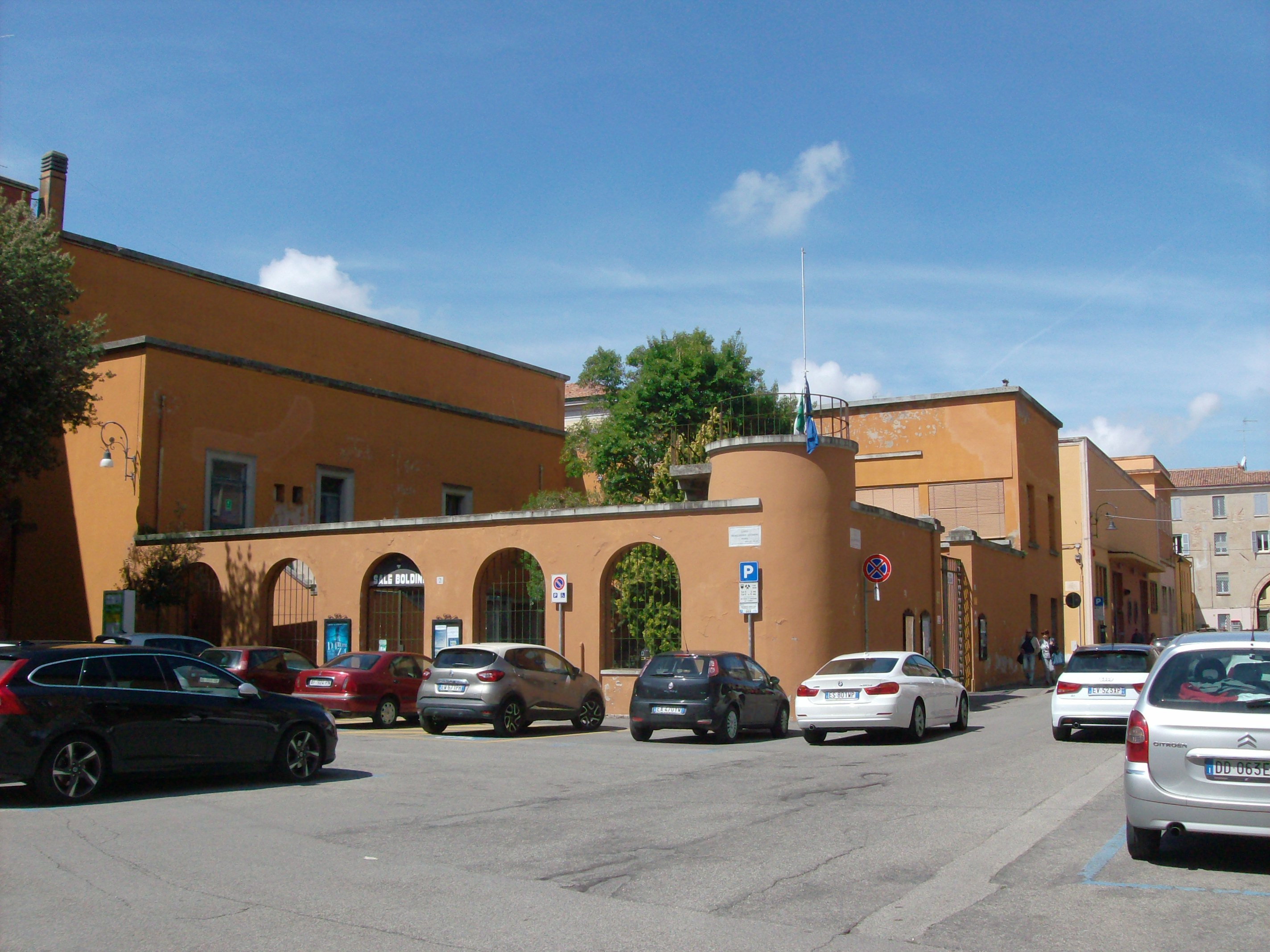
Der Boldini-Komplex heute, im ehemaligen Sant'Anna-Gebiet

## Geschichte
Als die Familie Este 1598 die Stadt verlassen musste und die Regierung an den Kirchenstaat abtrat (weil sie keine legitimen Erben hatte) und die Dezentralisierung stattfand, wurde Ferrara von einer Hauptstadt zu einer einfachen Provinzstadt degradiert. Kurz gesagt, das Gebiet, in dem zuvor das Castel Tedaldo und ganze Stadtvierteln lagen, wurde abgerissen und eine Festung gebaut, die offiziell die Aufgabe hatte das Gebiet zu verteidigen, in Wirklichkeit aber zur Kontrolle der Bevölkerung diente. Mitte des 19. Jahrhunderts wurde auch diese Festung abgerissen und Ferrara stand ein riesiges freies Gebiet, die so genannte spianata, für eine neue Nutzung zur Verfügung. Dieser Bereich erstreckte sich von der heutigen Viale Cavour bis zu den südwestlichen Mauern.

### Erweiterung durch Contini
Das Gebiet blieb bis zum Beginn des 20. Jahrhunderts praktisch unverändert, bis mehrere Villen gebaut wurden (Villa Masieri-Finotti, Villa Amalia und Villa Melchiorri). Der Ingenieur Ciro Contini wurde mit der Ausarbeitung eines Masterplans beauftragt, um dem gesamten Gebiet ein neues Aussehen zu verleihen. Er wurde dabei von mehreren Ingenieuren der Gemeinde unterstützt. Letztere waren für die später nicht umgesetzte Idee verantwortlich, die Mauern abzureißen, die noch heute in dem Gebiet stehen. Das ursprüngliche Projekt wurde von Carlo Bassi, zum Gedenken an den ersten Schöpfer des Umstrukturierung und der Urbanisierung des Viertels, Addizione Contini genannt.

### Faschistische Erweiterung
Ab Anfang der 1920er Jahre wurde auf Betreiben von Italo Balbo und seinen Mitarbeitern, allen voran Renzo Ravenna, zunächst als Stadtrat, später als außerordentlicher Kommissar und schließlich von 1926 bis 1938 als Podestà der Stadt, nicht nur das Gebiet der ehemaligen Festung, sondern das gesamte Stadtgefüge neu durchdacht und Continis Projekt umgesetzt. Dabei wurde mit dem Neubau des Acquedotto ein Schwer- und Knotenpunkt geschaffen. Dies war die Addizione Fascista.
Gleichzeitig wurde eine allgemeine Neugestaltung der Straßen, der Kanalisation und der öffentlichen Beleuchtung durchgeführt und unmittelbar danach ein großer Plan zur Neugestaltung ganzer Stadtviertel. Diese Maßnahmen wurden während der gesamten faschistischen Periode fortgesetzt, und einige der in jenen Jahren geplanten Bauwerke wurden erst in der unmittelbaren Nachkriegszeit mit den notwendigen Änderungen verwirklicht.

### Erweiterung des 20. Jahrhunderts
Der Anfang des 20. Jahrhunderts begonnene städtebauliche Eingriff wurde erst viele Jahre später in seiner Gesamtheit vollendet, weshalb man heute korrekter von der Addizione Novecentista spricht. So wurde beispielsweise im Bereich San Romano und Corso Porta Reno einige Jahre nach dem Ende des Zweiten Weltkriegs eine Veränderung vorgenommen, die Carlo Bassi später als „das verrückte Projekt der Entkernung von San Romano“ bezeichnete.

## Städtische Eingriffe
Die Stadtverwaltung, zunächst mit dem Bürgermeister und dann mit dem Podestà, nutzte den Vorschlag einer großen Gruppe von Architekten und Ingenieuren, darunter Adamo Boari, Angiolo Mazzoni, Virgilio Coltro, Giorgio Gandini, Filippo Galassi und die Brüder Girolamo und Carlo Savonuzzi.

### Restaurierung des vorhandenen Bestandes

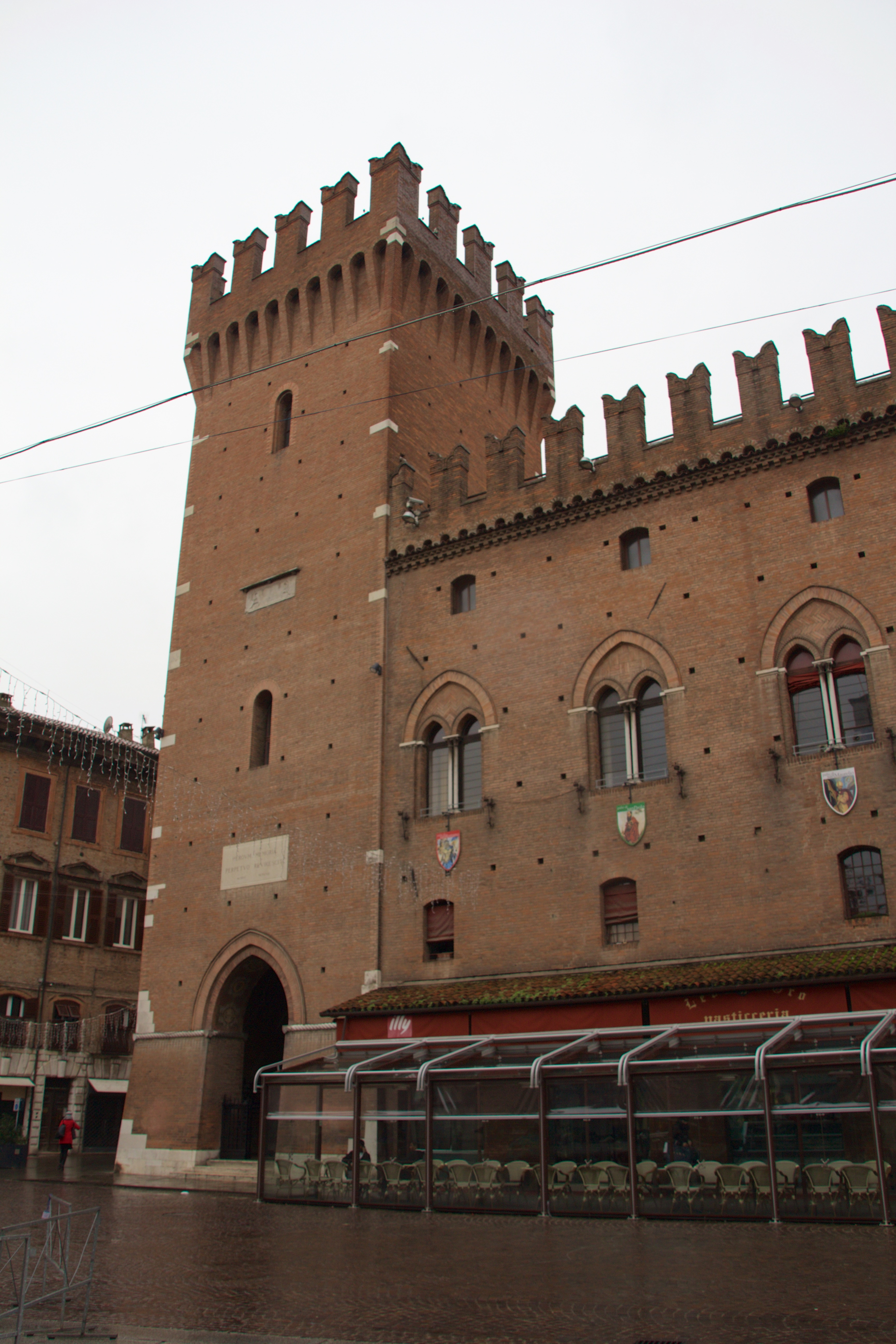
Palazzo Municipale und Torre della Vittoria, eingeweiht 1928

Die gesamte Baumaßnahme begann mit der Wiederherstellung und Restaurierung des Bestandes, insbesondere von zwei öffentlichen Gebäuden, die Wahrzeichen der Stadt sind, nämlich dem Castello Estense und dem Palazzo Municipale. Im letzteren Fall wurde ein radikaler Eingriff an der dem Dom zugewandten Fassade vorgenommen und insbesondere ein neuer Torre della Vittoria  errichtet, nachdem der ursprüngliche von Rigobello im 16. Jahrhundert eingestürzt war. 1928 wurde er in Anwesenheit von Vittorio Emanuele III., Italo Balbo und Renzo Ravenna eingeweiht. Diese Renovierung betraf auch andere Gebäude, auf die später eingegangen wird, indem die bestehenden einem neuen kulturellen Zweck zugeführt wurden.

### Neue, von rationalistischen Prinzipien inspirierte Werke

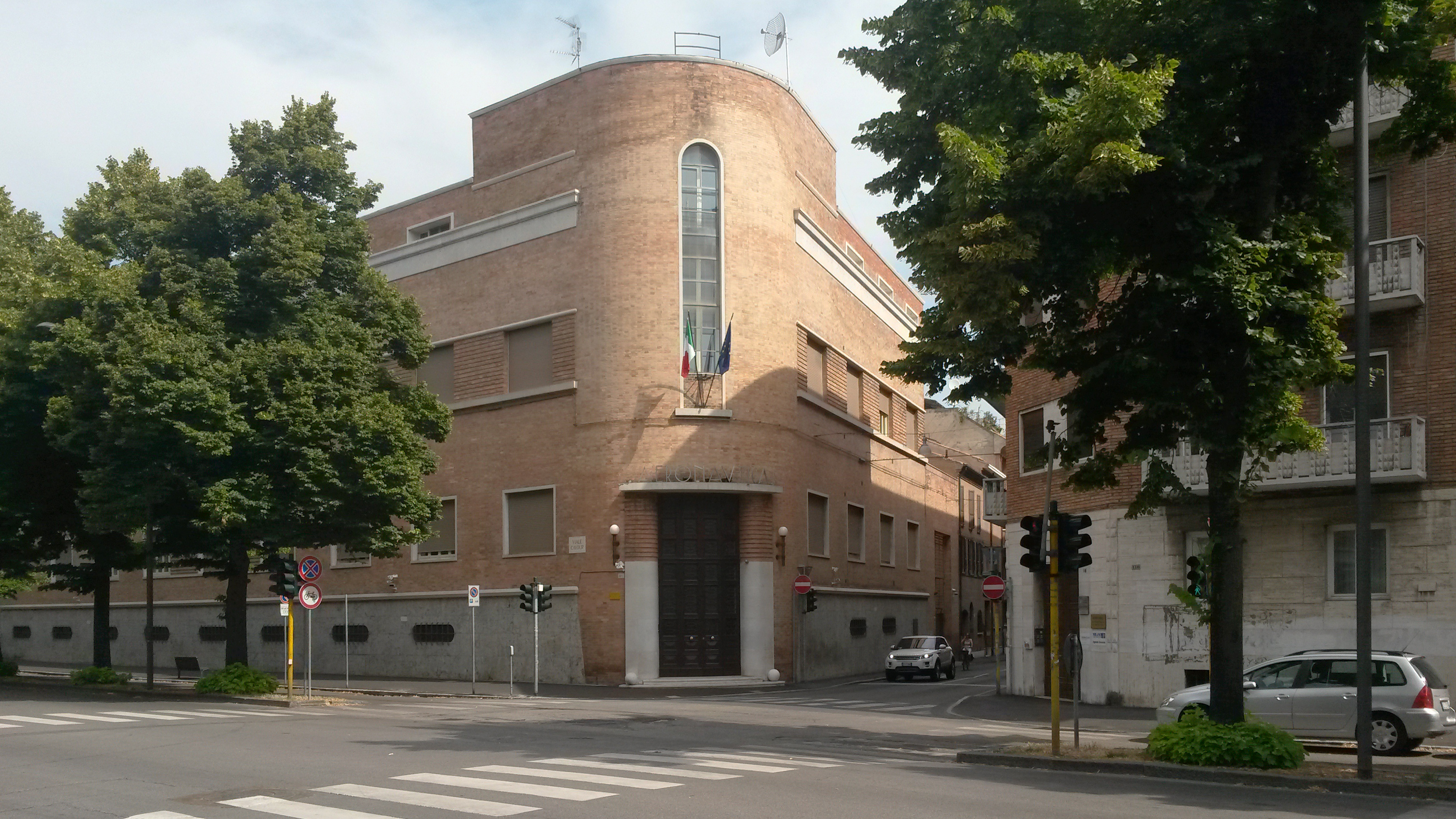
Palazzo dell'Aeronautica, Bild vom Juli 2014

Entlang der Viale Cavour, der Verbindungsachse zwischen dem Bahnhof, dem Stadtzentrum und dem Castello Estense, wurden der Palazzo delle Poste, die Casa del Fascio und der Palazzo dell'Aeronautica errichtet. Der Palazzo delle Poste entstand nach Abriss des alten Klosters San Domenico, das im 19. Jahrhundert als Kaserne genutzt wurde.
Im Bereich des Giardino-Viertels wurden das monumentale Aquädukt auf der damaligen Piazza XXVIII Ottobre (später Piazza XXIV Maggio, von welcher der Corso Vittorio Veneto ausgeht) und die Pastrengo-Kaserne errichtet. Nicht weit entfernt wurde der Obst- und Gemüsemarkt errichtet, während das I.N.A.-Gebäude gegenüber dem Castello Estense gebaut wurde. Weitere Bauwerke aus dieser Zeit sind: die Scuola elementare Poledrelli, die Littorio-Kaserne, die Casa del Balilla, die Gorizia-Kaserne, der Palazzo der Assicurazioni Generali, der Bahnhof Ferrara Porta Reno, der Foro Boario, das Paolo Mazza-Stadion und der Fischmarkt. Mehrere dieser Gebäude wurden später abgerissen.

#### Ehemaliges Sant′Anna-Gebiet

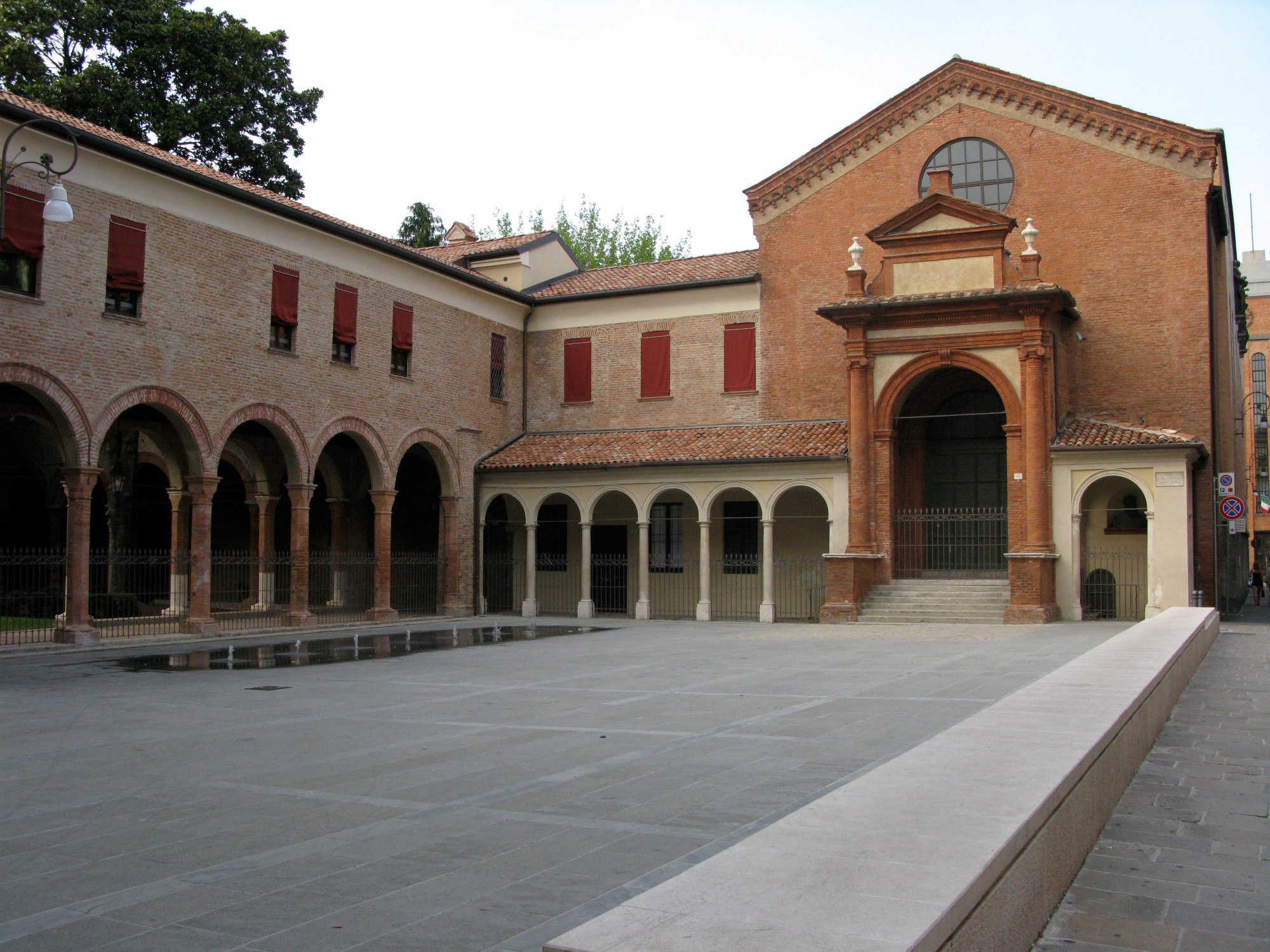
Piazzetta Sant'Anna

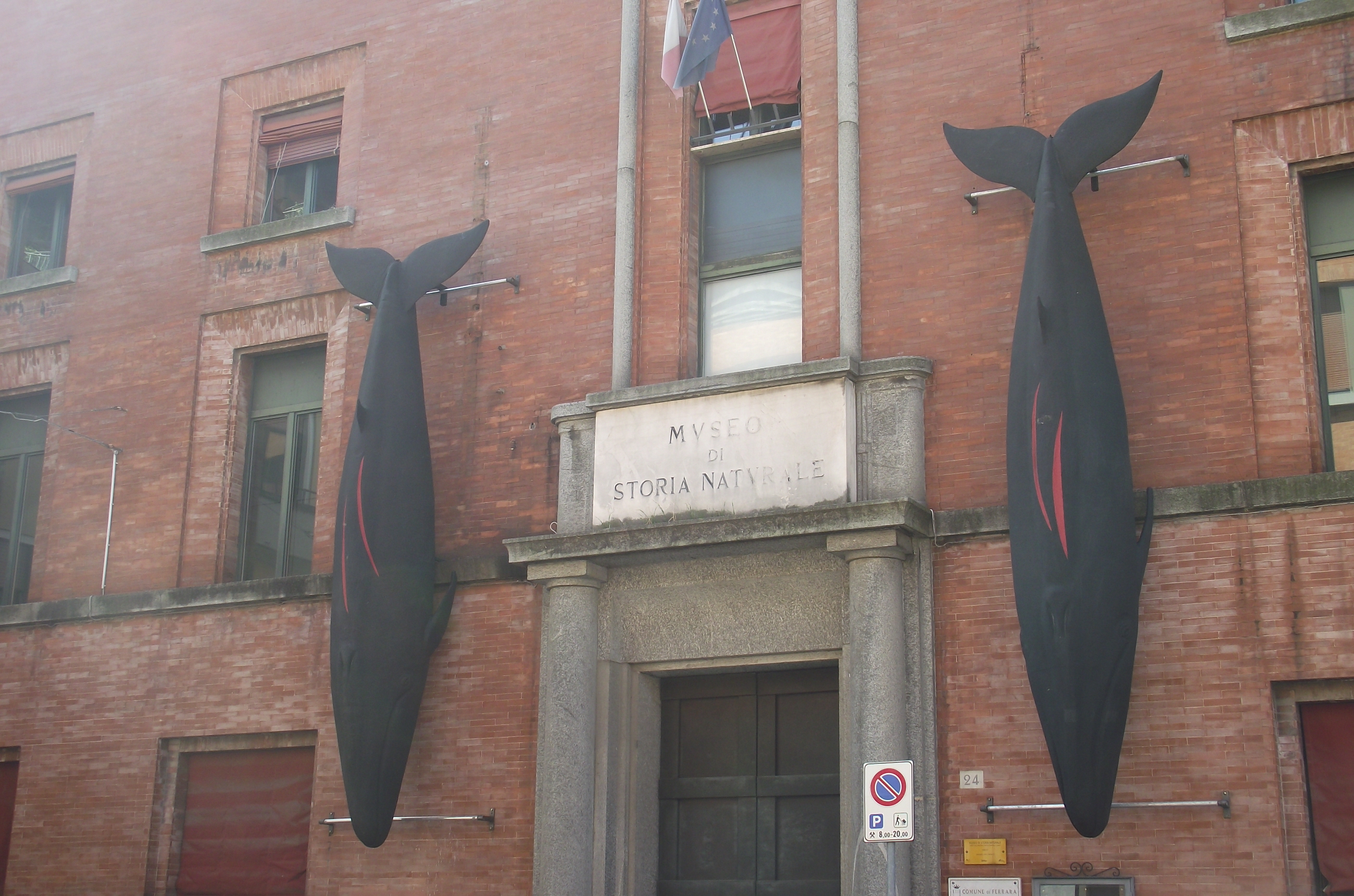
Fassade des Naturhistorischen Museums während der Ausstellung „The Faunal Countdown“

Ein wesentlicher Eingriff veränderte das Stadtviertel, in dem sich bis dahin das städtische Krankenhaus Sant′Anna befand, durch den Bau des Naturkundemuseums, dem Konservatoriums Girolamo Frescobaldi, dem Complesso Boldini und der Alda-Costa-Grundschule, die zunächst nach König Umberto I. benannt und erst nach dem Krieg dem Andenken der Grundschullehrerin und Antifaschistin Alda Costa gewidmet wurde.
Der Planer dieses komplexen städtebaulichen Werks war Carlo Savonuzzi, seit 1926 Ingenieur der Stadtverwaltung von Ferrara, der die alten Gebäude abreißen ließ, aber den Kreuzgang des Oratoriums intakt ließ, der noch heute besichtigt werden kann. Insbesondere die Piazzetta Sant'Anna wurde in den 2000er-Jahren einem städtebaulichen Umgestaltungsprojekt unterzogen und in eine Fußgängerzone umgewandelt.

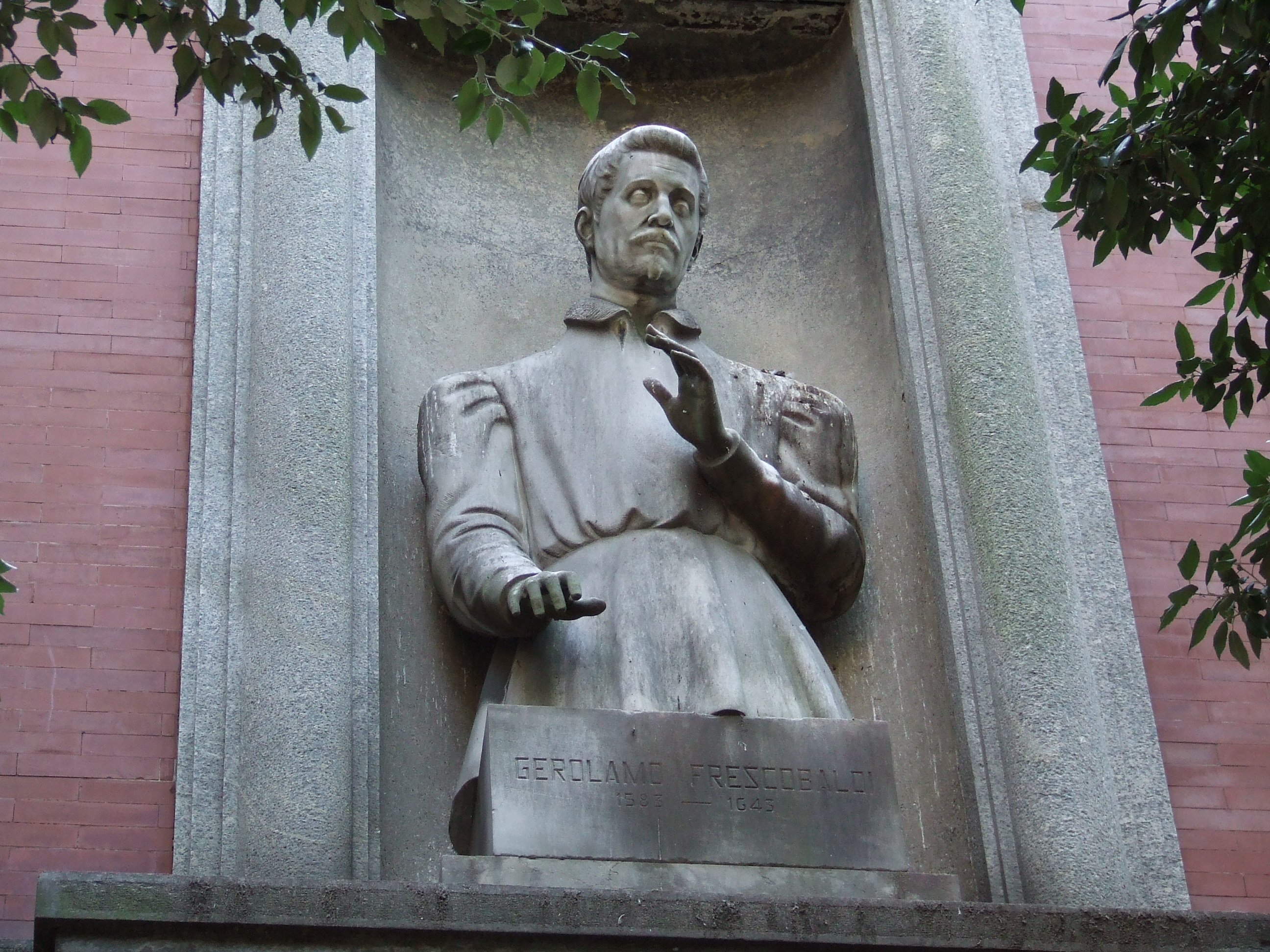
Statue am Eingang des Konservatoriums G. Frescobaldi in Ferrara

Ab 1927 wurde das neue städtische Krankenhaus in ein von dem Ingenieur Filippo Galassi entworfenes Gebäude verlegt, das zwar weiter vom Stadtzentrum entfernt war, aber immer noch innerhalb der Renaissance-Stadtmauern lag (und wo es bis 2012 blieb, bevor es nach Cona verlegt wurde).

### Nutzung des Bestehenden für neue kulturelle Zwecke

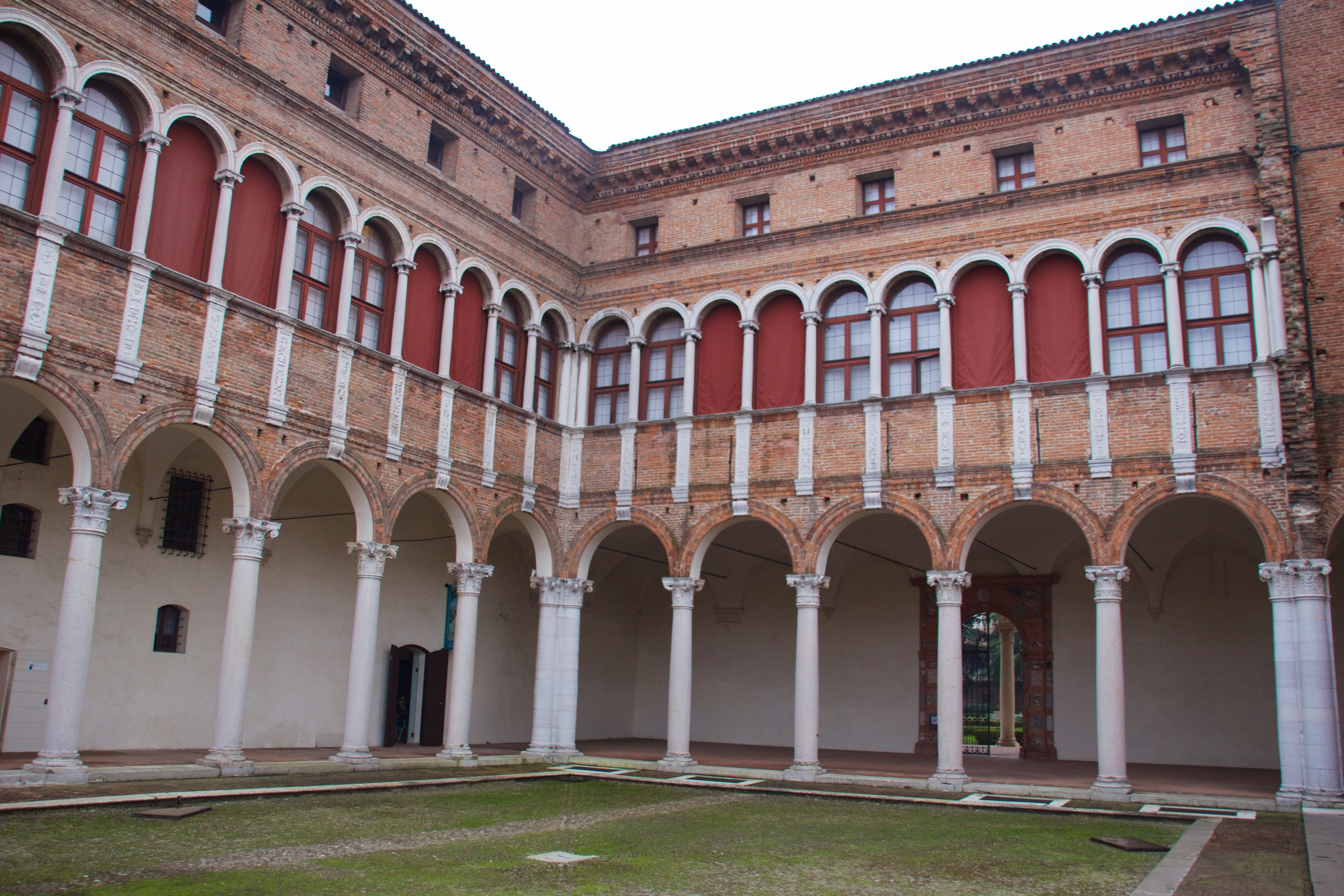
Palazzo Costabili, Sitz des Museo Archeologico Nazionale

Der Palazzo Costabili befand sich bereits um 1918 in einem sehr baufälligen Zustand und wurde 1920 vom Staat erworben.  Das Archäologische Nationalmuseum, das über zehntausend Funde aus den Ausgrabungen von Spina verwahrte, benötige ein neues Zuhause. Die Verwaltung von Ravenna beschloss, den etwa fünfzig vertriebenen Familien, die den von Biagio Rossetti entworfenen Adelspalast nach dem Krieg bewohnten, in einer ausreichenden Anzahl von neuen Sozialwohnungen unterzubringen, um sowohl die Umsiedlung der Bewohner zu ermöglichen als auch die Räumlichkeiten für das Museum zu schaffen, das am 20. Oktober 1935, dem gleichen Tag wie das Boldini-Museum, eingeweiht wurde.
Das erwähnte Boldini-Museum ist das Ergebnis der sorgfältigen und langwierigen diplomatischen Arbeit des Podestà Ravenna, der einen engen Briefwechsel mit Giovanni Boldini pflegte, bis hin zu einer Reise nach Paris, wo der über 80-jährige Künstler aus Ferrara lebte, um eine Zusage für die Übergabe seiner Werke an seine Heimatstadt zu erhalten. Nach dem Tod des Malers hatte die junge Witwe zunächst nicht die Absicht, das Versprechen ihres Mannes zu erfüllen, und erst einige Jahre später, auch nach einem Streit zwischen der Witwe und seinem Bruder, kamen die Werke nach Ferrara und wurden in den Räumen des Palazzo dei Diamanti zur Eröffnung des Museums aufgestellt.
In Zusammenarbeit mit der Kurie wurde auch das Museo dell'Opera del Duomo gebaut, um alle Möglichkeiten zu nutzen, welche die Stadt für ihre nationale Aufwertung zu bieten hatte.
1937 wurde, ebenfalls unter der Verwaltung von Ravenna, beschlossen, die Palazzina di Marfisa d’Este zu restaurieren. Die Arbeiten begannen jedoch erst drei Jahre später.

### Andere Bauwerke von öffentlichem, industriellem und wohnbaulichem Belang
Aus dieser Zeit stammen der Industriekomplex, die Ehemalige Leinenweberei und Hanfspinnerei sowie zahlreiche andere Industrie- und Sozialwohnungsbauten.